# 麻生福冈短期大学
麻生福冈短期大学（日语：／ Aso Fukuoka Tanki Daigaku *），简称麻生短，是过去一所位于日本福冈县太宰府市的私立短期大学。

## 概要

### 简介
- 短期大学为于1989年开办[1]、由学校法人麻生学园经营。短期大学招生到1997年、停办于1999年[2]、为男女同校从开办。

### 历史
- 1989年 麻生福冈短期大学成立并同时设置一个学科即经营信息学科[1]。
- 1997年 最后一年招生、次年停止招生（正式停办于1999年12月21日[2]）

### 宪章
- 请参看麻生福冈短期大学的标志 （日語） 2014年5月26日阅览。

## 学校环境
- 校区：在了福冈县太宰府市[注 1]

## 历任校长
- 麻生繁树：第一代短期大学校长

## 组织

### 学科
- 经营信息学科

### 专科
| - 没有 |

### 业余课程
| - 没有 |

## 相关链接
- 日本短期大学列表